# Love at First Feel
Love at First Feel – singiel australijskiej grupy AC/DC wydany w styczniu 1977 roku na albumie Dirty Deeds Done Dirt Cheap nakładem wytwórni Albert Productions.

## Lista utworów
Informacje o utworze pochodzą ze strony discogs.com
- Love At First Feel - 3:10
- Problem Child - 3:52